# Dell Latitude D600

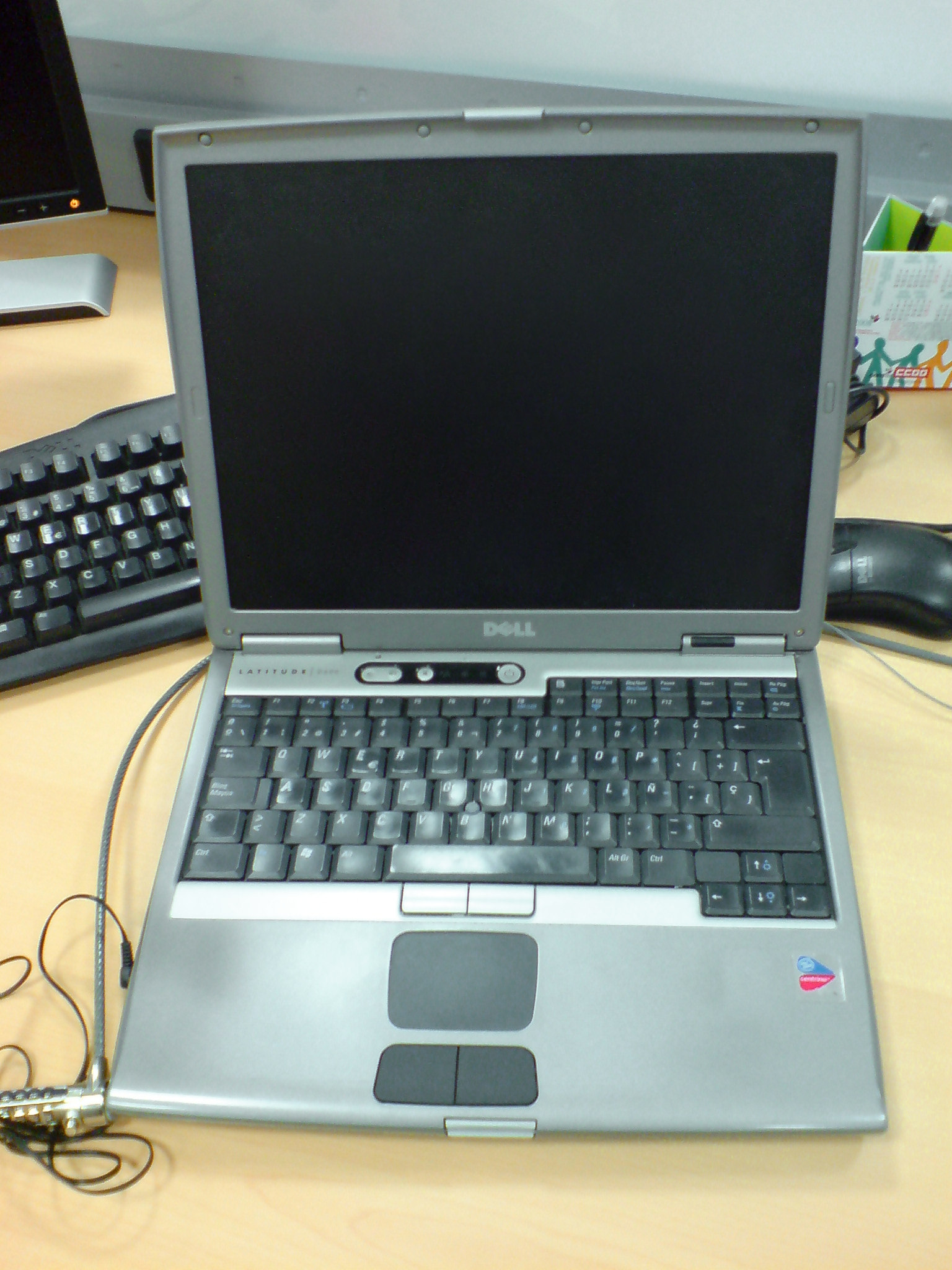
Dell Latitude D600

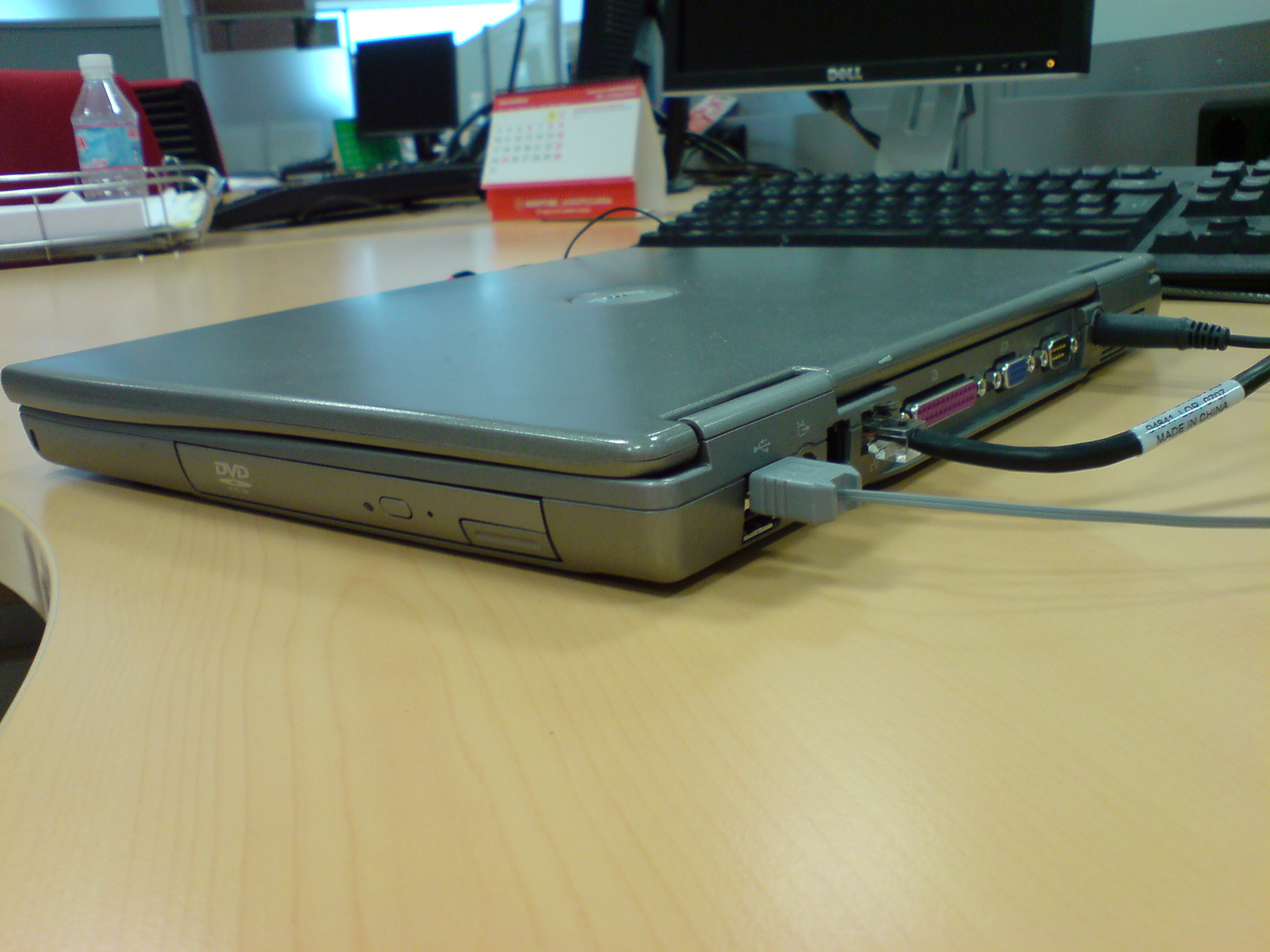
Vista posterior.

El Dell Latitude D600 es un ordenador portátil comercializado por Dell en todo el mundo. Fue anunciado el 12 de marzo de 2003, y junto con el Dell Latitude D800 crea la subfamilia D en la gama Dell Latitude. Su precio inicial era de 1.399 dólares Fue descatalogado en 2005, siendo sustituido por el Dell Latitude D610
La serie D comparte las diversas Docking Stations (replicadores de puertos D-Port, Mediabase, ...) y los dispositivos D-Bay.

## Detalles técnicos
- Microprocesador: Intel Pentium M Banias de 1300 a 1700 MHz con tecnología Centrino
- RAM : 256 MB (256 MiB) DDR en dos ranuras SO-DIMM ampliables a 2 GB (2 GiB)
- Placa madre Dell U0996 basada en chipset Intel 855PM, compartida con los Dell Inspiron 600m
  - Socket 479 en color azul
  - Un puerto RS-232 en formato DE-9
  - Puerto paralelo de Impresora DB-25 IEEE 1284 (EPP/ECP)
  - Dos conectores USB 2.0
  - Puerto IrDA
  - Puerto de expansión, para conectar Docking Station
  - Una ranura Mini PCI, habitualmente ocupada por la tarjeta Wi-Fi
  - Bluetooth en una minitarjeta hija situada entre el disco duro y el frontal.
- Módem / Fax Conexant D480 MDC a 56 kbps ITU V.92/K56flex. Opcional, se monta como una placa hija situada tras del puerto de impresora. Soporta el set de comandos para módems AT Hayes
- Tarjeta de sonido SigmaTel STAC9750 AC97 integrada, con conectores de micrófono y auriculares. Altavoces integrados.
- Tarjeta gráfica ATI Radeon 9000 AGP con 32 MB VRAM DDR integrada. Conector VGA DE-15 y S-Video NTSC/PAL
- Pantalla integrada de 14,1 pulgadas de matriz activa TFT con una resolución máxima de 1400 × 1050 SXGA de 24 bits (16,7 millones de colores)
- Almacenamiento
  - Un disco duro IDE de 20, 30, 40 o 60 GB[2] de 2,5 pulgadas.
  - Una unidad óptica :
    - CD-ROM IDE 24x
    - DVD-ROM IDE 8X
    - CD-RW/DVD-ROM 24x CD-ROM, 6x DVD-ROM
    - DVD+RW, +R 2x

  - Opcionalmente se podía retirar la unidad óptica (para aligerar el equipo) poniendo en su lugar una tapa, o sustituirlo por un segundo disco duro de 40 GB o una segunda batería de 48 vatios.
- Ranuras de ampliación
  - CardBus : 1 tipo II / tipo I
  - Mini PCI
- Carcasa: metalizada gris plata de 30,8 mm (altura) x 315 mm (anchura) x 256,5 mm (profundidad) y de 2,12 a 2,4 Kilogramos de peso. En el frontal presenta dos altavoces integrados y el pestillo de la pantalla. En el lateral izquierdo, rejillas de ventilación, ranura PCMCIA (1 tipo I / II), ranura para smart card, puerto IrDA, dos minijacks de auriculares y micrófono, tirador del disco duro y conector de seguridad Kensington. En el lateral derecho, un segundo conector Kensington, bahía D-Bay de la unidad óptica ( CD-ROM, DVD-ROM, o combo CD-RW/DVD-ROM) y pestillo de seguridad de la unidad. En la trasera, dos conectores USB 2.0 apilados, conector S-Video (NTSC/PAL), conector RJ-11 del módem interno, conector RJ-45 de la tarjeta de red Ethernet, conector DB-25 de puerto paralelo, conector DE-15 VGA, conector DE-9 del RS-232, conector de alimentación y rejillas de ventilación. En la parte inferior, trampillas de acceso a los 2 bancos SO-DIMM, a la ranura Mini PCI, pestillo de bloqueo, indicador de carga y batería y conector de la unidad de acoplamiento (Docking Station). La zona superior alberga una pantalla TFT de 14,1 pulgadas , y debajo un teclado con dispositivo touchpad con los botones duplicados. Sobre el teclado , control del volumen, tecla de sonido (mute), indicadores luminosos del teclado, tecla de encendido y luces de estado del equipo.
- Teclado QWERTY/AZERTY/QWERTZ de 88 teclas con un Dell DualPoint integrado (entre las teclas G, H y B) y dos pulsadores de ratón bajo la barra espaciadora, en el tercio inferior del reposamuñecas. Un segundo par de pulsadores debajo del touchpad
- Mouse : integrado con dos dispositivos simultáneos :
  - Alps Touch Pad
  - Puntero de teclado Dell DualPoint
- Interfaces de Red
  - Ethernet 10/100/1000 Broadcom 570x Gigabit integrada en la placa madre
  - Wi-Fi 802.11 b/g de serie. Dell ha montado tarjetas Broadcom BCM43XX, Intel Pro wireless 2100 y Cisco Aeronet MPI350, pero los usuarios han reportado varias más compatibles
- Alimentación fuente de alimentación DELL 5U092 externa CA 110/220 V ± 10%, 50/60 Hz, 65 W, (existe un modelo de 90 W para uso con Docking Station) 3,34 amperios, autoconmutable, con salida de 19,5 V negativa externa positiva centro
- Batería de Li-Ion de 12,6 V, 6 células (DELL 1M590). Dispone además de una batería de reserva (Dell 3R459) formada por 3 pilas planas. Puede montar una segunda batería (DELL 7P806) en un bastidor D-Bay.
- Sistema operativo Windows XP de serie (etiqueta de licencia en la parte inferior). Soporta Linux